# Holland Cup 2017/2018
De Holland Cup 2017/2018 is het achtste seizoen van deze door de KNSB georganiseerde serie wedstrijden. De Holland Cup bestaat zowel uit wedstrijden over losse afstanden als een competitie over de pure sprint. De wedstrijden van de Holland Cup gelden tevens als belangrijke plaatsingswedstrijden voor de Nederlandse kampioenschappen.

## Wedstrijden
| Wedstrijd                                                    | Data                | IJsbaan         | Plaats    | Extra belang                   |
| ------------------------------------------------------------ | ------------------- | --------------- | --------- | ------------------------------ |
| Holland Cup afstanden 1 (tevens IJsselcup)                   | 14–15 oktober 2017  | De Scheg        | Deventer  | Plaatsing NK afstanden 2018    |
| Holland Cup 1 pure sprint                                    | 18 november 2017    | De Scheg        | Deventer  |                                |
| Holland Cup allround 1 (tevens Eindhoven Trofee)             | 25–26 november 2017 | IJssportcentrum | Eindhoven | Plaatsing NK allround 2018     |
| Holland Cup allround 1 (tevens Kraantje Lek Trofee)          | 25–26 november 2017 | Kennemerland    | Haarlem   | Plaatsing NK allround 2018     |
| Holland Cup afstanden 2                                      | 2–3 december 2017   | De Meent        | Alkmaar   |                                |
| Holland Cup sprint (tevens Utrecht City Bokaal)              | 9–10 december 2017  | Vechtsebanen    | Utrecht   | Plaatsing NK sprint 2018       |
| Holland Cup allround 2 (tevens Gruno Bokaal)                 | 13–14 januari 2018  | Kardinge        | Groningen |                                |
| Holland Cup afstanden 3                                      | 3–4 februari 2018   | De Westfries    | Hoorn     | Plaatsing NK neo-senioren 2018 |
| Holland Cup afstanden 4 Finale (tevens NK neo-senioren 2018) | 3–4 maart 2018      | Schaatscentrum  | Breda     |                                |

## Winnaars

### Mannen
| Wedstrijd                               | 500 meter                   | Tijd                  | 1000 meter            | Tijd                  | 1500 meter            | Tijd                  | 5000 meter            | Tijd                  | Meerkamp                   |
| --------------------------------------- | --------------------------- | --------------------- | --------------------- | --------------------- | --------------------- | --------------------- | --------------------- | --------------------- | -------------------------- |
| Holland Cup afstanden 1/IJsselcup       | Kai Verbij                  | 35,33                 | Kai Verbij            | 1.09,77               | Thomas Krol           | 1.48,36               | Frank Vreugdenhil     | 6.28,67               |                            |
| Holland Cup 1 pure sprint               | niet op het programma       | niet op het programma | niet op het programma | niet op het programma | niet op het programma | niet op het programma | niet op het programma | niet op het programma | Pure sprint: Michel Mulder |
| Holland Cup allround 1/Eindhoven Trofee | niet meetellend             | niet meetellend       | niet op het programma | niet op het programma | Chris Huizinga        | 1.52,74               | Jos de Vos            | 6.39,41               |                            |
| Holland Cup afstanden 2                 | Lennart Velema              | 36,20                 | Wesly Dijs            | 1.13,04               | Lennart Velema        | 1.51,74               | Marwin Talsma         | 6.40,44               |                            |
| Holland Cup sprint/Utrecht City Bokaal  | Lennart VelemaJesper Hospes | 36,3436,22            | Lennart Velema        | 1.12,811.12,53        | niet op het programma | niet op het programma | niet op het programma | niet op het programma |                            |
| Holland Cup allround 2/Gruno Bokaal     | niet meetellend             | niet meetellend       | niet op het programma | niet op het programma | Lex Dijkstra          | 1.52,52               | Lex Dijkstra          | 6.33,39               |                            |
| Holland Cup afstanden 3                 | Aron Romeijn                | 35,98                 | Wesly Dijs            | 1.12,16               | Wesly Dijs            | 1.50,62               | Marwin Talsma         | 6.35,95               |                            |
| Holland Cup afstanden 4 Finale          | Michel Mulder               | 35,83                 | Michel Mulder         | 1.11,61               | Thomas Krol           | 1.48,90               | Marwin Talsma         | 6.34,63               | Pure sprint: Jelte Boersma |
| Eindklassement                          | Lennart Velema              | Lennart Velema        | Wesly Dijs            | Wesly Dijs            | Tijmen Snel           | Tijmen Snel           | Lex Dijkstra          | Lex Dijkstra          | Pure sprint: Jelte Boersma |

### Vrouwen
| Wedstrijd                                  | 500 meter              | Tijd                  | 1000 meter            | Tijd                  | 1500 meter            | Tijd                  | 3000 meter            | Tijd                  | Meerkamp                  |
| ------------------------------------------ | ---------------------- | --------------------- | --------------------- | --------------------- | --------------------- | --------------------- | --------------------- | --------------------- | ------------------------- |
| Holland Cup afstanden 1/IJsselcup          | Anice Das              | 39,27                 | Sanne van der Schaar  | 1.19,36               | Linda de Vries        | 2.00,80               | Linda de Vries        | 4.13,84               |                           |
| Holland Cup 1 pure sprint                  | niet op het programma  | niet op het programma | niet op het programma | niet op het programma | niet op het programma | niet op het programma | niet op het programma | niet op het programma | Pure sprint: Anice Das    |
| Holland Cup allround 1/Kraantje Lek Trofee | niet meetellend        | niet meetellend       | niet meetellend       | niet meetellend       | Reina Anema           | 2.04,09               | Reina Anema           | 4.19,57               |                           |
| Holland Cup afstanden 2                    | Floor van den Brandt   | 40,05                 | Esther Kiel           | 1.22,16               | Sanne in 't Hof       | 2.04,68               | Joy Beune             | 4.22,39               |                           |
| Holland Cup sprint/Utrecht City Bokaal     | Anice DasDione Voskamp | 39,9839,43            | Anice Das             | 1.20,621.19,79        | niet op het programma | niet op het programma | niet op het programma | niet op het programma |                           |
| Holland Cup allround 2/Gruno Bokaal        | niet meetellend        | niet meetellend       | niet op het programma | niet op het programma | Reina Anema           | 2.02,85               | Esmee Visser          | 4.12,00               |                           |
| Holland Cup afstanden 3                    | Jutta Leerdam          | 39,94                 | Manouk van Tol        | 1.19,67               | Sanne van der Schaar  | 2.03,28               | Sanne in 't Hof       | 4.16,56               |                           |
| Holland Cup afstanden 4 Finale             | Dione Voskamp          | 40,26                 | Manouk van Tol        | 1.18,63               | Sanne van der Schaar  | 2.04,22               | Reina Anema           | 4.16,75               | Pure sprint: Lina Miedema |
| Eindklassement                             | Dione Voskamp          | Dione Voskamp         | Manouk van Tol        | Manouk van Tol        | Sanne in 't Hof       | Sanne in 't Hof       | Reina Anema           | Reina Anema           | Pure sprint: Anouk Karel  |

2010/2011 · 
2011/2012 · 
2012/2013 · 
2013/2014 · 
2014/2015 · 
2015/2016 · 
2016/2017 · 
2017/2018 · 
2018/2019 · 
2019/2020 · 
2020/2021 · 
2021/2022 · 
2022/2023 · 
2023/2024 · 
2024/2025